# The Kid from Left Field
Pour plus de détails, voir Fiche technique et Distribution.
The Kid from Left Field est un film américain réalisé par Harmon Jones, sorti en 1953.

## Fiche technique
- Titre : The Kid from Left Field
- Réalisation : Harmon Jones
- Scénario : Jack Sher
- Photographie : Harry Jackson
- Montage : William Reynolds
- Musique : Lionel Newman
- Société de production : 20th Century Fox
- Pays de production : États-Unis
- Format : Noir et blanc - 1,37:1
- Durée : 80 minutes
- Date de sortie : 
  - États-Unis : 29 juin 1953

 Sauf indication contraire, les informations mentionnées dans cette section peuvent être confirmées par la base de données cinématographiques IMDb,  présente dans la section « Liens externes ».

## Distribution
- Dan Dailey : Larry 'Pop' Cooper
- Anne Bancroft : Marian Foley
- Billy Chapin : Christy Cooper
- Lloyd Bridges : Pete Haines
- Ray Collins : Fred F. Whacker
- Richard Egan : Billy Lorant
- Bob Hopkins : Bobo Noonan
- Alex Gerry : J.R. Johnson
- Walter Sande : Barnes
- Fess Parker : McDougal
- John Gallaudet : Hyams
- James Griffith : l'homme au kiosque à journaux